# Cadets de l'Aviation royale du Canada
Cet article possède un paronyme, voir Cadets de l'air.

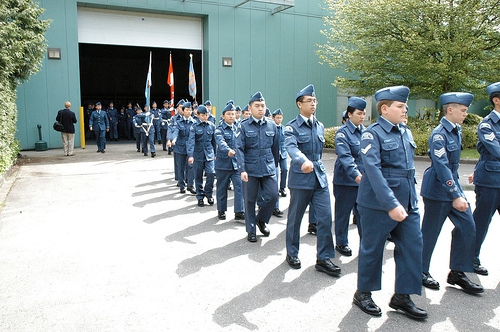
655 Richmond Royal Canadian Air Cadet Squadron

Les Cadets de l'Aviation royale du Canada, communément appelés les « Cadets de l'air », est une organisation civile pour la jeunesse parrainée par le ministère de la Défense nationale et des groupes de bénévoles locaux appelée « comités répondants ». L'organisation a pour mandat de développer chez les jeunes les qualités de bon citoyen et de chef, de promouvoir la forme physique et de stimuler l’intérêt des jeunes envers l’élément aérien des Forces armées canadiennes. Le programme des cadets est un programme jeunesse et n'est pas un bassin de recrutement des Forces armées; les jeunes qui en sont membres ne sont pas militaires bien qu'ils acquièrent des compétences reliées au domaine militaire et n'ont aucune obligation envers les Forces canadiennes,.

## Effectifs
On comptait en 2004 au Canada 448 escadrons de Cadets de l'air et 24 500 cadets, dont 10 000 participent à l'instruction estivale, c'est-à-dire à des camps d'été.

## Historique

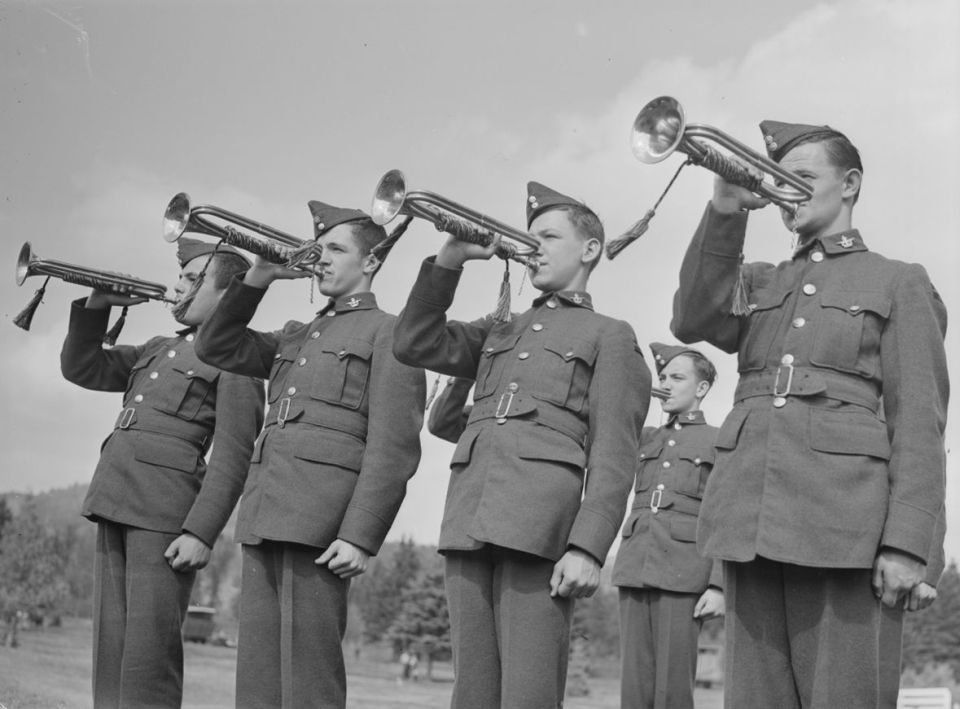
Des cadets de l'air de Griffintown sonnent le clairon à l'extérieur de l'hôtel « Alpine Inn » à Sainte-Marguerite-du-Lac-Masson, dans les Laurentides, en 1942.

La Ligue des cadets de l'air est à l'origine créée pendant la Deuxième Guerre mondiale. Elle obtient officiellement, le 9 avril 1941, une charte fédérale précisant qu’elle ne fait pas partie des Forces canadiennes. Les officiers dirigeants les escadrons font donc partie du Cadre des Instructeurs des Cadets (CIC). Les officiers du CIC sont des réservistes des Forces canadiennes.  L'organisation n'accueillait que les garçons jusqu'au 30 juillet 1975, date à laquelle les filles furent alors reconnues officiellement sous le vocable de cadettes.

## Les bénéfices du programme
Les cadets peuvent retirer de nombreux bénéfices de leur participation au programme, dont les suivants:
- Un sentiment d'accomplissement et une image positive d'eux-mêmes
- Augmentation de la confiance en soi
- Être un bon leader et un bon suiveur, donner l'exemple
- Des expériences de vie uniques
- Des liens d'amitié
- L'implication au sein de la communauté
- Des activités amusantes et des voyages
- Un emploi d'été
- Des bourses d'études et des crédits scolaires
- L'apprentissage de nouvelles habiletés aux camps d'été
- La licence de pilote de planeur et d'avion

Le programme vise aussi à éloigner les cadets d'influences néfastes communes à l'adolescence : drogue, alcool et gangs de rue par exemples. La formation reçue peut se révéler utile dans la carrière future du cadet. Beaucoup d’anciens cadets ont fait leur marque dans la société.

## Instruction
En 2008-2009, la mise à jour du programme des cadets fait son entrée graduelle pour les trois éléments des Cadets du Canada. Cette mise à jour ne se veut pas une réforme, mais une continuité afin de s'actualiser aux technologies d'aujourd'hui et de revoir le programme qui datait des années 1980-1990.
Les cadets se joignant au niveau 1 d'instruction (tous les nouveaux cadets) touchent une formation sur : 
- Civisme
- Service à la communauté
- Leadership
- Bonne forme physique et mode de vie sain
- Sports récréatifs
- Tir de précision
- Connaissance générale des cadets
- Exercice militaire
- Familiarisation avec les Forces armées canadiennes
- Familiarisation avec la communauté canadienne d'aviation, d'aérospatiale et d'aérodrome
- Activités d'aviation
- Activités aérospatiales
- Activités d'opérations d'aérodrome
- Survie pour équipage de vol
- Promouvoir des habiletés et des aptitudes pour de saines expériences (PHASE)[7].
- Survie en forêt

Plusieurs activités d'apprentissage peuvent être remplacés par des sorties, des activités communautaires ou des conférences.
Les cadets plus vieux (niveau 2 et plus) touchent une formation sur :
- L’exercice militaire (Drill)
- Instruction de l’exercice
- Connaissances générales
- Citoyenneté
- Conditionnement physique
- Mieux-vivre
- Leadership
- Techniques d’instruction
- Art oratoire
- Reconnaissance d’aéronefs
- Installations aéronautiques
- Météorologie
- Principes de vol
- Structures de cellule d'un aéronef
- Propulsion
- Navigation
- Communications radio
- Survie pour équipage de vol
- Stage d’entraînement
- Maniement d’armes/tir (à la carabine à air comprimé)

Les cadets âgés de 16 ans et 17 ans, respectivement, sont qualifiés pour appliquer au:
- Cours de formation de pilote de planeur
- Cours de formation de pilote d'avion.

## Grades
En conséquence des cours suivis et de l'expérience accumulée, les cadets ont aussi la chance de monter en grade et de prendre de plus en plus de responsabilité vis-à-vis de l’escadron. C'est l'OAIC 13-02 Promotion des cadets qui régit les normes nationales de promotion des cadets des trois éléments.
Les grades des cadets de l'air sont :
- Cadet
- Cadet 1re classe ou hélicier
- Caporal
- Caporal de section
- Sergent
- Sergent de section
- Adjudant de 2e classe
- Adjudant de 1re classe